# Семык
Се́мык (от рус. Семик «седьмой четверг после Пасхи, накануне Троицы») — марийский традиционный праздник, знаменующий собой наступление лета, открывает летний праздничный календарь. Семык входит в праздничный комплекс кон пайрем (праздник щёлока, праздник умерших). Основной идеей праздника является поминовение умерших родственников и прошение у них благословения на удачу в хозяйственных делах и в быту.
Семык — один из значимых и любимых праздников марийцев. В нём сосредотачиваются обряды, связанные с культом предков, сельским хозяйством, семейно-брачными отношениями. Праздник способствовал сплочению сельского коллектива, единению родственных групп.
Отмечается через 7 недель от Пасхи со среды на Троицкой неделе и заканчивается в воскресенье в день Троицы. Православные марийцы празднуют его с четверга.

## Обряды
Обряды раньше совершались в течение всех праздничных дней и носили обязательный характер.
Среда и четверг — основные дни праздника, в эти дни встречают умерших, водят их в баню; собравшись родственной группой (тукым), поминают, зажигая свечи поимённо всем умершим, угощают обрядовой едой, напитками, а затем провожают.
Ночь со среды на четверг считается временем выхода нечистых сил (осал вий). Чтобы они не проникли в дом и не навредили, домохозяева производят всевозможные предохранительные действия — закрывают на засовы двери, в прошлом зажигали костры, сторожили свои дома, деревню, производили разного рода шумы. Для молодёжи было характерно устраивать в эту ночь различные весёлые проделки, парни могли завалить брёвнами ворота, забравшись на крышу дома или бани, заткнуть дымоход, опрокинуть в бане котлы с водой. Затем все вместе уходили на луга и до рассвета проводили время в веселье и играх, девушки собирали цветы.
В период праздника соблюдались разные запреты — не выполнялись работы, связанные с землёй, женщины не стирали бельё, не красили нитки и не белили холсты. Несоблюдение их могло навлечь на посевы град или ураган. Пятница, называемая в народе лопка Семык (широкий Семик), была днём всеобщих гуляний, в этот день часто затевались свадьбы. В субботу или в воскресенье праздник заканчивался. В воскресенье православные марийцы отмечали Троицу, а в понедельник — Духов день (мланде шочмо кече). После этих праздников наступало время яра кенеж (свободное лето) или сынгса жап (время цветения ржи), которое продолжалось 2—3 недели. В течение этого времени не работали на земле.
В настоящее время праздник проводится в модернизированном виде, как фольклорный фестиваль.

## Приметы
Празднику, в силу его значимости для марийцев, посвящено множество примет и традиционных запретов (мар. ойöрö).
- ‘Погода в Семик будет ясной — будет урожай овощей’[1].
- ‘В Семик и в поминальный день нельзя подбирать еду, упавшую со стола: это доля покойников’ (букв. ‘дойдёт до предков’).
- ‘Пока не пройдёт Семик, нельзя ходить с непокрытой головой — голова будет болеть’.
- ‘Если после Семика будешь красить нитки, будет град’.
- ‘После Семика до уборки ржи нельзя красить — красишь лицо покойных предков’.
- ‘После Семика, до цветения ржи, нельзя стирать крупные зимние вещи, шерстяные носки — урожай зерновых будет бедным’.
- ‘После Семика нельзя сажать никакие растения, поскольку они не будут расти’